# Coprochernes costaricensis
Espèce
Coprochernes costaricensis est une espèce de pseudoscorpions de la famille des Chernetidae.

## Distribution
Cette espèce est endémique du Costa Rica.

## Étymologie
Son nom d'espèce, composé de costaric[a] et du suffixe latin -ensis, « qui vit dans, qui habite », lui a été donné en référence au lieu de sa découverte, le Costa Rica.

## Publication originale
- Beier, 1976 : Neue und bemerkenswerte zentralamerikanische Pseudoskorpione aus dem Zoologischen Museum in Hamburg. Entomologische Mitteilungen aus dem Staatsinstitut und Zoologischen Museum in Hamburg, vol. 5, no 91, p. 1-5.